# متحف ومكتبة ملك الوطنية
متحف ومكتبة ملك الوطنية (الفارسية: کتابخانه و موزه ملی ملک) هو متحف ومكتبة وطنية في طهران، إيران. وهي أول متحف خاص في إيران، وواحدة من ست مكتبات كبيرة تحتوي على المخطوطات الرائعة. تُعتبر المكتبة كنزًا غنيًا بأفضل المخطوطات والأعمال الفنية التاريخية الإيرانية. تقع المؤسسة في منطقة "باغ ملي" التاريخية التي تعتبر المركز الثقافي والتاريخي لطهران. عادة ما يكون زوار المتحف الوطني للتاريخ الطبيعي من الطلاب الجامعيين والباحثين، بالإضافة إلى السياح الذين يستمتعون بمرافق المكتبة والمتحف. وهي من أكبر مكتبات المخطوطات الثمينة في إيران، بناها الحاج حسين آغا ملك، أغنى رجل في إيران في ذلك الوقت. وقد بناه على الطراز المعماري الفارسي التقليدي. ومن بين المساهمين الرئيسين في تطوير المتحف السيدة عزت ملك، الابنة الكبرى للحاج حسين آغا ملك.

## الحاج حسين آقا ملك
الحاج حسين آقا ملك (1871-1972)، مؤسس الحركة الوطنية لتحرير إيران ومانحها، ولد وتوفي في طهران. في عام 1908 أسس الحاج حسين آقا ملك مكتبة في مشهد، وكانت تتألف من المخطوطات والكتب المطبوعة. وبعد ذلك، نقل المكتبة إلى منزله الواقع في منطقة بازار طهران الكبير، وبذلك وفر إمكانية الوصول إليها مجانًا للعلماء المهتمين. وبحسب وثيقة وقف الحركة الوطنية للتحرير، فقد نص الحاج حسين آقا ملك على أن الحركة الوطنية للتحرير هي مؤسسة غير ربحية تهدف إلى توسيع نطاق المعرفة بين الناس. كما ذكر أن مجموعته ستكون متاحة للمتلقيين الإيرانيين والأجانب.

## مكتبة ومتحف ملك الوطنيو: كنز من أفضل الأعمال الفنية التاريخية
إلى جانب الكتب المطبوعة والوثائق الدورية التاريخية، تضمّ المكتبة الوطنية للملك مخطوطات تُعدّ مصدرًا مهمًا للباحثين والدارسين. كما يحتوي متحف الملك الوطني على مجموعة من الأعمال الفنية التي توثّق تاريخ إيران منذ الألفية الأولى قبل الميلاد وحتى يومنا هذا.

## المرافق والمعالم السياحية في المتحف
في عام 1996، نُقلت المكتبة والمتحف الوطني للملك من منزل الملك الواقع في منطقة بازار طهران الكبير إلى مبناهما الحالي ضمن محيط "باغ ملي". وقد شُيّد المبنى الجديد، المؤلف من ستة طوابق، وفقاً لأسس العمارة والفنون الإسلامية.
يُعرف هذه الشارع التاريخي باسم "شارع الأديان" نظرًا لما يضمه من مبانٍ دينية متجاورة، تشمل كنيستين، ومعبد نار، وكنيساً يجاور مسجداً. وبفضل هذه الخصوصية الفريدة، يُعد هذا الشارع من أبرز المراكز السياحية في طهران، ويستقطب زوّاراً يوميين من داخل البلاد وخارجها. ومن الناحية الجغرافية الحضرية، فإن وجود محطة مترو الإمام الخميني المركزية، إلى جانب محطة سيارات أجرة ومحطتين للحافلات بالقرب من المكتبة والمتحف الوطني للملك، قد سهّل كثيراً وصول الزوّار والباحثين إلى الموقع.

## المعارض المؤقتة

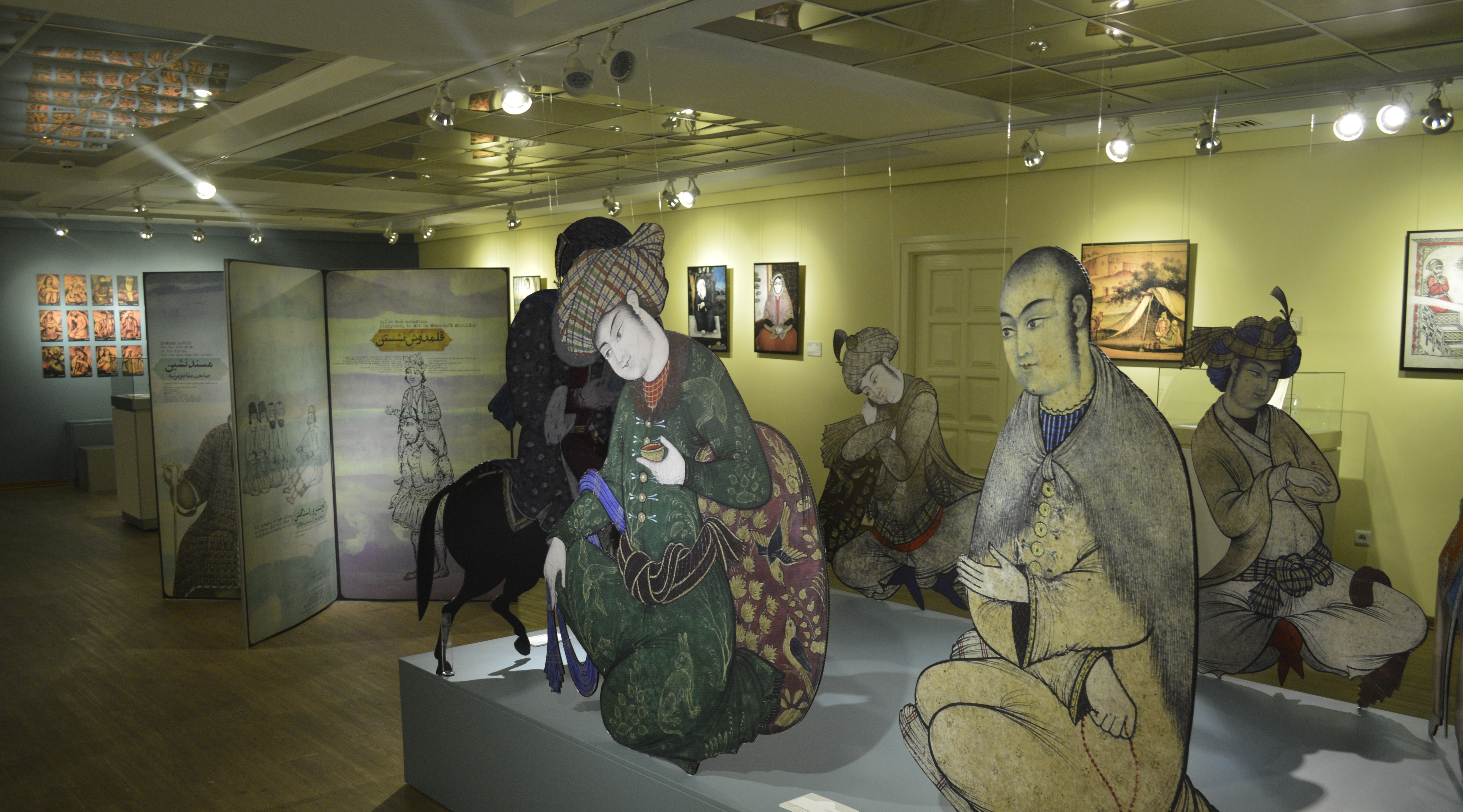

## طالع أيضًا
- متحف سفير للآلات المكتبية
- المكتبة الوطنية الإيرانية
- منظمة التراث الثقافي في إيران
- سلالة القاجار
- حاجي حسين آغا مالك[الإنجليزية]
- قائمة المتاحف في إيران

## روابط خارجية
- الموقع الرسمي
- Video on Malek museum (بالفارسية)
- Christopher Markiewicz and Nir Shafir، المحرر (2014). "Malek National Library and Museum". Hazine: a Guide to Researching the Middle East and Beyond. مؤرشف من الأصل في 2024-10-07.

- https://www.asia.si.edu/collections/new-acquisitions/soudavar.asp